# Бекство (филм из 1998)
„Бекство” је југословенски и српски ТВ филм из 1998. године. Режирао га је Бранислав Кичић а сценарио је написао Микхаил А. Булгаков.

## Улоге
| Глумац                     | Улога                           |
| -------------------------- | ------------------------------- |
| Ненад Стојановски          | Роман Валеријанович Хлудов      |
| Тихомир Станић             | Сергеј Павловић Голупков        |
| Љиљана Драгутиновић        | Серафима Владимировна Корзухина |
| Аљоша Вучковић             | Григориј Лукјанович Царнота     |
| Никола Симић               | Парамон Иљич Корзухин           |
| Бранка Селић               | Љушка                           |
| Властимир Ђуза Стојиљковић | Африкан                         |
| Ненад Јездић               | Крапилин                        |
| Срђан Милетић              |                                 |
| Бранислав Цига Јеринић     | Бели                            |
| Миодраг Мики Крстовић      |                                 |
| Дејан Луткић               |                                 |
| Гордан Кичић               | Антоан Гришченко                |

Остале улоге  ▼
| Глумац                  | Улога   |
| ----------------------- | ------- |
| Драгана Ђукић           |         |
| Невена Станић           |         |
| Наташа Чуљковић         |         |
| Марко Станић            |         |
| Михајло Бата Паскаљевић |         |
| Мирослав Жужић          |         |
| Боривоје Стојановић     |         |
| Дејан Ђуровић           |         |
| Александар Груден       | Голован |